# Erik Lesser
Erik Lesser (ur. 17 maja 1988 w Suhl) – niemiecki biathlonista, trzykrotny medalista olimpijski i wielokrotny medalista mistrzostw świata.

## Kariera
Pierwsze sukcesy osiągnął podczas mistrzostw świata juniorów w Canmore w 2009 roku, kiedy zdobył dwa medale. Najpierw zajął trzecie miejsce w biegu indywidualnym, a następnie razem z kolegami z reprezentacji zwyciężył w sztafecie. W zawodach Pucharu Świata zadebiutował 12 marca 2010 roku w Kontiolahti, zajmując drugie miejsce w sztafecie mieszanej. Pierwsze punkty zdobył 17 marca 2011 roku w Oslo, gdzie zajął 40. miejsce w sprincie. Na podium zawodów tego cyklu po raz pierwszy stanął 28 listopada 2012 roku w Östersund, kończąc rywalizację w biegu indywidualnym na trzeciej pozycji. W zawodach tych wyprzedzili go jedynie: Francuz Martin Fourcade i Dominik Landertinger z Austrii. Najlepsze wyniki osiągnął w sezonach 2014/2015 i 2016/2017, kiedy zajmował 10. miejsce w klasyfikacji generalnej.
W 2013 roku wystartował na mistrzostwach świata w Novym Měscie, razem z Simonem Schemppem, Andreasem Birnbacherem i Arndem Peifferem zdobywając brązowy medal w sztafecie. Był tam też między innymi piąty w biegu masowym. Na rozgrywanych dwa lata później mistrzostwach świata w Kontiolahti zdobył dwa medale. Po zajęciu piątego miejsca w sprincie, w biegu pościgowym wyprzedził wszystkich rywali i zwyciężył. Pozostałe miejsca na podium zajęli Rosjanin Anton Szypulin i Norweg Tarjei Bø. Parę dni później wspólnie z Peifferem, Schemppem i Danielem Böhmem był też najlepszy w sztafecie. Zdobył ponadto srebrne medale w sztafecie podczas mistrzostw świata w Oslo w 2016 roku i rozgrywanych trzy lata później mistrzostw świata w Östersund. Blisko kolejnego medalu był na mistrzostwach świata w Hochfilzen w 2017 roku, gdzie był czwarty w biegu indywidualnym, przegrywając walkę o podium z Martinem Fourcade'em o 10,9 sekundy.
Dwa medale zdobył również na igrzyskach olimpijskich w Soczi w 2014 roku. W biegu indywidualnym zajął drugie miejsce, rozdzielając na podium Fourcade'a i Rosjanina Jewgienija Garaniczewa. Następnie reprezentacja Niemiec w składzie: Erik Lesser, Daniel Böhm, Arnd Peiffer i Simon Schempp zajęła drugie miejsce w sztafecie. Na rozgrywanych cztery lata później igrzyskach olimpijskich w Pjongczangu razem z Peifferem, Schemppem i Benediktem Dollem zajął trzecie miejsce w sztafecie. Był też między innymi czwarty w sztafecie mieszanej i w biegu ze startu wspólnego, w którym w walce o medal lepszy był Emil Hegle Svendsen z Norwegii.
Wygrał także wszystkie konkurencje podczas Pucharu IBU w Ridnaun. Zwyciężył tam w biegu indywidualnym, sprincie oraz biegu pościgowym. Jego trenerem jest niemiecki były biathlonista Peter Sendel.
Jego dziadek, Axel Lesser, reprezentował NRD w biegach narciarskich.
Prywatnie interesuje się piłką nożną. Kibicuje niemieckiemu klubowi FC Erzgebirge Aue.
Po sezonie 2021/2022 zakończył sportową karierę.

## Osiągnięcia

### Zimowe igrzyska olimpijskie
| Rok  | Miejscowość | Konkurencje | Konkurencje | Konkurencje | Konkurencje | Konkurencje | Konkurencje | Konkurencje |
| Rok  | Miejscowość | IN          | SP          | PU          | MS          | RL          | MR          | SR          |
| ---- | ----------- | ----------- | ----------- | ----------- | ----------- | ----------- | ----------- | ----------- |
| 2014 | Soczi       | 2.          | 21.         | 16.         | 26.         | 2.          | –           | nd.         |
| 2018 | Pjongczang  | 9.          | 11.         | 11.         | 4.          | 3.          | 4.          | nd.         |
| 2022 | Pekin       | 67.         | –           | –           | –           | 4.          | –           | nd.         |

### Mistrzostwa świata
| Rok  | Miejscowość | Konkurencje | Konkurencje | Konkurencje | Konkurencje | Konkurencje | Konkurencje | Konkurencje |
| Rok  | Miejscowość | IN          | SP          | PU          | MS          | RL          | MR          | SR          |
| ---- | ----------- | ----------- | ----------- | ----------- | ----------- | ----------- | ----------- | ----------- |
| 2013 | Nové Město  | 34.         | 12.         | 14.         | 5.          | 3.          | –           | nd.         |
| 2015 | Kontiolahti | 18.         | 5.          | 1.          | 17.         | 1.          | –           | nd.         |
| 2016 | Oslo        | 7.          | 19.         | 7.          | 14.         | 2.          | –           | nd.         |
| 2017 | Hochfilzen  | 4.          | 37.         | 28.         | 21.         | 4.          | –           | nd.         |
| 2019 | Östersund   | 11.         | 8.          | 11.         | 27.         | 2.          | –           | 4.          |
| 2020 | Anterselva  | –           | –           | –           | –           | 3.          | –           | 2.          |
| 2021 | Pokljuka    | –           | 66.         | –           | –           | 7.          | 7.          | 7.          |

### Mistrzostwa Europy
| Rok  | Miejscowość | Konkurencje | Konkurencje | Konkurencje | Konkurencje | Konkurencje | Konkurencje | Konkurencje |
| Rok  | Miejscowość | IN          | SP          | PU          | MS          | RL          | MR          | SR          |
| ---- | ----------- | ----------- | ----------- | ----------- | ----------- | ----------- | ----------- | ----------- |
| 2010 | Otepää      | 4.          | 6.          | 2.          | nd.         | 1.          | nd.         | nd.         |
| 2011 | Ridnaun     | 8.          | 6.          | 13.         | nd.         | 1.          | nd.         | nd.         |
| 2012 | Osrblie     | 3.          | 11.         | 7.          | nd.         | 1.          | nd.         | nd.         |

### Mistrzostwa świata juniorów
| Rok  | Miejscowość | Konkurencje | Konkurencje | Konkurencje | Konkurencje | Konkurencje | Konkurencje | Konkurencje |
| Rok  | Miejscowość | IN          | SP          | PU          | MS          | RL          | MR          | SR          |
| ---- | ----------- | ----------- | ----------- | ----------- | ----------- | ----------- | ----------- | ----------- |
| 2008 | Ruhpolding  | 7.          | 16.         | 8.          | nd.         | –           | nd.         | nd.         |
| 2009 | Canmore     | 3.          | 11.         | 11.         | nd.         | 1.          | nd.         | nd.         |

### Puchar Świata

#### Miejsca w klasyfikacji generalnej
| Sezon     | Miejsce |
| --------- | ------- |
| 2010/2011 | 91.     |
| 2011/2012 | 65.     |
| 2012/2013 | 16.     |
| 2013/2014 | 28.     |
| 2014/2015 | 10.     |
| 2015/2016 | 14.     |
| 2016/2017 | 10.     |
| 2017/2018 | 11.     |
| 2018/2019 | 23.     |
| 2019/2020 | 59.     |
| 2020/2021 | 16.     |
| 2021/2022 | 10.     |

#### Miejsca na podium w zawodach Pucharu Świata
| Lp. | Dzień        | Rok  | Miejscowość      | Konkurencja                | Lokata | Pudła   | Czas biegu | Strata  | Zwycięzca              |
| --- | ------------ | ---- | ---------------- | -------------------------- | ------ | ------- | ---------- | ------- | ---------------------- |
| 1.  | 28 listopada | 2012 | Östersund        | Bieg indywidualny na 20 km | 3.     | 0+0+0+0 | 51:06,4    | +21,7   | Martin Fourcade        |
| 2.  | 3 marca      | 2013 | Oslo             | Bieg masowy na 15 km       | 3.     | 0+1+0+0 | 40:05,5    | +16,8   | Ondřej Moravec         |
| 3.  | 15 grudnia   | 2013 | Le Grand-Bornand | Bieg pościgowy na 12,5 km  | 2.     | 0+1+0+0 | 32:21,2    | +37,5   | Johannes Thingnes Bø   |
| 4.  | 8 marca      | 2015 | Kontiolahti      | Bieg pościgowy na 12,5 km  | 1.     | 0+0+0+0 | 30:47,9    | –       | –                      |
| 5.  | 16 stycznia  | 2016 | Ruhpolding       | Bieg masowy na 15 km       | 1.     | 0+0+0+0 | 40:29,3    | –       | –                      |
| 6.  | 19 marca     | 2016 | Chanty-Mansyjsk  | Bieg pościgowy na 12,5 km  | 3.     | 0+0+1+1 | 33:43,5    | +15.7   | Simon Schempp          |
| 7.  | 8 stycznia   | 2017 | Oberhof          | Bieg masowy na 15 km       | 2.     | 0+0+0+1 | 38:31,3    | +0,4    | Simon Schempp          |
| 8.  | 2 grudnia    | 2017 | Östersund        | Sprint na 10 km            | 3.     | 0+1     | 22:44,3    | +3,7    | Tarjei Bø              |
| 9.  | 17 grudnia   | 2017 | Le Grand-Bornand | Bieg masowy na 15 km       | 3.     | 0+0+0+0 | 36:36,5    | +6,2    | Martin Fourcade        |
| 10. | 27 listopada | 2020 | Kontiolahti      | Bieg indywidualny na 15 km | 3.     | 0+0+0+0 | 48:57,0    | +1:03,6 | Sturla Lægreid         |
| 11. | 6 marca      | 2022 | Kontiolahti      | Bieg pościgowy na 12,5 km  | 2.     | 0+0+0+0 | 32:55,0    | +8,2    | Quentin Fillon Maillet |
| 12. | 19 marca     | 2022 | Oslo             | Bieg pościgowy na 12,5 km  | 1.     | 0+0+0+0 | 32:03,8    | –       | –                      |

### Puchar IBU

#### Miejsca w klasyfikacji generalnej
| Sezon     | Miejsce |
| --------- | ------- |
| 2008/2009 | 26      |
| 2009/2010 | 5       |
| 2010/2011 | 8       |
| 2011/2012 | 3       |

#### Miejsca na podium chronologicznie
| Lp. | Dzień       | Rok  | Miejscowość   | Konkurencja                | Lokata | Pudła   | Czas biegu | Strata | Zwycięzca        |
| --- | ----------- | ---- | ------------- | -------------------------- | ------ | ------- | ---------- | ------ | ---------------- |
| 1.  | 11 marca    | 2009 | Ridnaun       | Bieg indywidualny na 20 km | 1.     | 0+1+1+0 | 59:01,3    | –      | –                |
| 2.  | 13 marca    | 2009 | Ridnaun       | Sprint na 10 km            | 1.     | 1+0     | 27:46,9    | –      | –                |
| 3.  | 14 marca    | 2009 | Ridnaun       | Bieg pościgowy na 12,5 km  | 1.     | 1+0+0+1 | 33:40,9    | –      | –                |
| 4.  | 12 grudnia  | 2009 | Ridnaun       | Bieg indywidualny na 20 km | 2.     | 0+0+0+1 | 57:11,3    | +31,2  | Daniel Böhm      |
| 5.  | 13 grudnia  | 2009 | Ridnaun       | Sprint na 10 km            | 1.     | 0+0     | 26:24,1    | –      | –                |
| 6.  | 10 stycznia | 2010 | Altenberg     | Bieg pościgowy na 12,5 km  | 2.     | 1+1+1+2 | 38:00,0    | +3,1   | Toni Lang        |
| 7.  | 8 stycznia  | 2011 | Nové Město    | Bieg indywidualny na 20 km | 1.     | 0+0+0+0 | 50:45,5    | –      | –                |
| 8.  | 5 lutego    | 2011 | Osrblie       | Bieg indywidualny na 20 km | 1.     | 0+1+0+1 | 53:02,2    | –      | –                |
| 9.  | 6 lutego    | 2011 | Osrblie       | Sprint na 10 km            | 1.     | 0+1     | 29:52,8    | –      | –                |
| 10. | 7 stycznia  | 2012 | Forni Avoltri | Bieg indywidualny na 20 km | 1.     | 0+0+0+0 | 53:24,1    | –      | –                |
| 11. | 8 stycznia  | 2012 | Forni Avoltri | Sprint na 10 km            | 1.     | 0+1     | 26:24,8    | –      | –                |
| 12. | 8 marca     | 2012 | Altenberg     | Bieg indywidualny na 20 km | 2.     | 1+1+0+1 | 54:48,9    | +52,2  | Siergiej Klaczin |
| 13. | 11 marca    | 2012 | Altenberg     | Bieg pościgowy na 12,5 km  | 1.     | 0+3+1+0 | 36:06,6    | –      | –                |

## Biegi narciarskie

### Igrzyska olimpijskie
| Miejsce | Dzień     | Rok  | Miejscowość | Konkurencja           | Czas biegu | Strata  | Zwycięzca        |
| ------- | --------- | ---- | ----------- | --------------------- | ---------- | ------- | ---------------- |
| 42.     | 23 lutego | 2014 | Soczi       | 50 km stylem dowolnym | 1:46:55,2  | +5:00,6 | Aleksandr Legkow |